# Eaux profondes (Levitan)
Pour les articles homonymes, voir Eaux profondes (homonymie).
Eaux profondes ou encore La Rivière (en russe : У омута signifie au tourbillon) est un tableau paysager du peintre russe Isaac Levitan (1860-1900), réalisé en 1892. Il appartient à la collection particulière de la galerie Tretiakov (inventaire no 1484). Ses mesures sont de 150 × 209 cm.
Levitan commença à travailler sur cette toile en 1891 dans le gouvernement de Tver, en s'inspirant du paysage de la rivière Tma, affluent de la Volga, dans les environs du village de Bernovo, 80 kilomètres à l'ouest de Tver. L'hiver 1891-1892, le peintre poursuivit son travail sur le tableau, en atelier à Moscou. En février 1892, il le présenta à la vingtième exposition des Ambulants à Saint-Pétersbourg. Pendant l'exposition, Pavel Tretiakov fit l'acquisition du tableau, tout en demandant à Levitan de modifier la surface de l'eau. Ce que l'artiste réalisa, en utilisant des croquis qu'il avait pris durant l'été 1892 dans le gouvernement de Vladimir,.
Eaux profondes est une des trois plus grandes toiles de Levitan (par ses dimensions) réalisées durant la première moitié des années 1890. Les deux autres sont la Vladimirka (1892) et Paix éternelle (1894). Ces toiles sont parfois appelées la « trilogie sombre » de Levitan.

## Histoire
L'inspiration du sujet vient à Levitan alors qu'il était dans le village de Zatiche, dans le gouvernement de Tver,, (aujourd'hui oblast de Tver). Il se trouve, avec sa compagne artiste Sofia Kouvchinnikova, et il invite Lidia Mizinova à passer l'été avec eux dans la région de Tver. Levitan la connaissait bien comme amie de Maria Tchekhova, la sœur de son ami Anton Tchekhov. À proximité de Zatiche dans le village de Bernovo, près de la rivière Tma, se trouvait la propriété d'Anna Wulf, qui en avait hérité de son père mort en 1889. Levitan apprécie le paysage de la retenue d'eau avec son vieux moulin en ruine et il en fait un croquis au crayon. Voyant qu'il dessine, son hôtesse Anna Wulf lui raconte la légende des roussalkas dont s'inspira Alexandre Pouchkine pour écrire sa pièce dramatique éponyme La Roussalka,. L'une de ces naïades slaves des rivières peut tomber amoureuse d'un jeune homme, l'entraîner au fond de l'eau et en faire son amant. Il n'en reviendra pas, ou en gardera une nostalgie éternelle. Le récit d'Anna Wulf trouble fort Levitan. Il parcourt les lieux de la retenue d'eau avec anxiété. Il y retourne le lendemain. Peu à peu lui vient en tête l'idée d'un tableau.
Au début de l'année 1892, le tableau est terminé. Il le présente à la 20e exposition des Ambulants qui se tient en 1892-1893 à Saint-Pétersbourg et à Moscou,. Il présente d'autres œuvres, comme Octobre (1891, actuellement au musée d'art de Samara), L'Automne, L'été. Mais c'est Eaux profondes qui retient l'attention à l'exposition.
En 1892, durant cette même exposition, la toile est achetée par Pavel Tretiakov. Peu de temps après cette acquisition, Tretiakov demanda au peintre de retravailler le premier plan de la surface de l'eau sur la toile. Dans une lettre à Tretiakov datée du 13 mai 1892, Levitan lui écrit,:
« Ne croyez pas que j'ai oublié votre demande et mon sentiment personnel à propos de la correction de la surface de l'eau de ma toile Eaux profondes. J'ai décidé de ne pas la faire aussi longtemps que je n'aurai pas vérifié l'harmonie de ma toile avec la nature, sur place. Je vais refaire cette surface de l'eau, et fin mai, je vous proposerai à Moscou les changements de votre tableau. »
L'historien d'art Alekseï Fiodorov-Davydov émet l'hypothèse que ce serait la raison de la datation en 1892 puisque le tableau, sans sa variante, était prêt dès 1891. Par ailleurs, les études de la surface de l'eau en vue de modifier le tableau sont sources de divergences de vue entre les historiens pour se fixer sur l'emplacement exact qui a inspiré Levitan pour réaliser ce tableau.
Selon des témoignages locaux rapportés par Nikolaï Soloviov, Levitan a réalisé ses études sur la rivière Lipna (sans doute la Grande Lipna (affluent de la Kliazma près du village d'Abbakoumovo (aujourd'hui partie de la petite ville de Kosteriovo. Sur la base de ces détails il en vient à la conclusion que comme pour la toile de Levitan Monastère silencieux, ce tableau des Eaux profondes peut être considéré comme un « paysage synthétique » contentant plusieurs impressions éprouvées par le peintre provenant d'endroits différents. Alekseï Fiodorov-Davydov ne suit pas cette hypothèse et estime que les études réalisées en d'autres endroits ont simplement été utilisées par Levitan pour finaliser l'image de l'eau. Mais elles ne changent pas le caractère de l'image qui n'est rien d'autre qu'une interprétation particulière de la nature par l'artiste.

## Descriptif
Le premier plan montre la passerelle, dont les troncs traversent le barrage, laissant les eaux profondes à droite. Derrière le barrage, de l'autre côté de la rivière, un petit sentier couvert de planches de bois continue, contourne les buissons et mène aux profondeurs des bois. La ligne ininterrompue composée du pont, du barrage, et poursuivant avec le sentier est le pivot de la composition et permet de souligner la profondeur du champ, comme si elle invitait le regard du spectateur à la suivre jusque dans les fourrés assombris par le crépuscule.
Malgré le fait que la rivière ne soit pas très large, son franchissement n'est pas simple et sans danger. La lumière crépusculaire suspendue au-dessus de cette tache sombre, le silence qui règne, provoquent une anxiété et le sentiment dramatique d'un danger, en même temps que le désir de se jeter dans cette opacité menaçante. Selon Alexeï Fiodorov-Davydov, « tout est inquiétude et tension dans ce paysage : le vert assombri des arbres et des buissons, le jaune reflétant sur l'eau le coucher du soleil, mais aussi les rides de la surface de l'eau qui ne se reflètent pas de droite à gauche comme dans un miroir, mais sont planes et mystérieuses à droite et troubles et agitées à gauche ».
La composition d'Eaux profondes est très proche de celle de Monastère silencieux, réalisé en 1890. Dans les deux toiles, l'œil du spectateur passe par-dessus la rivière sur un pont, poursuit son chemin sur un sentier étroit, et s'enfonce dans la forêt. Mais, contrairement au caractère paisible du monastère et de ses abords, la scène des Eaux profondes inspire des sentiments d'angoisse et de danger. Si bien que les deux images, malgré leur apparente proximité, peuvent être considérées, à leur manière, comme des antinomies.

## Esquisses et études
À la galerie Tretiakov est répertoriée une esquisse éponyme de ce tableau (réalisée sur carton, au crayon), de 32 × 48 cm (inventaire no 26519). Il existe une autre esquisse dans une collection particulière (sur papier, aquarelle, encre de Chine, sépia), de 16 × 27 cm).
La galerie Tretiakov possède encore une étude sur carton à l'huile de 25,3 × 33 cm (inventaire no Ж-1062),. Jusqu'en 1910 elle se trouvait dans la collection du peintre et de collectionneurs (N. V. Chelichev / (1910)), puis d'un collectionneur moscovite (Grigori Golkovski (1928-2004)).
Il existe encore une autre étude dans une collection privée (toile, huile), de 59 × 90 cm. Il semble que soit l'esquisse qui se trouvait dans la collection privée d'Éléna Lapounovoï (1887-1976) et qui a été exposée en 1960-1961 pour le centième anniversaire de la naissance du peintre. 

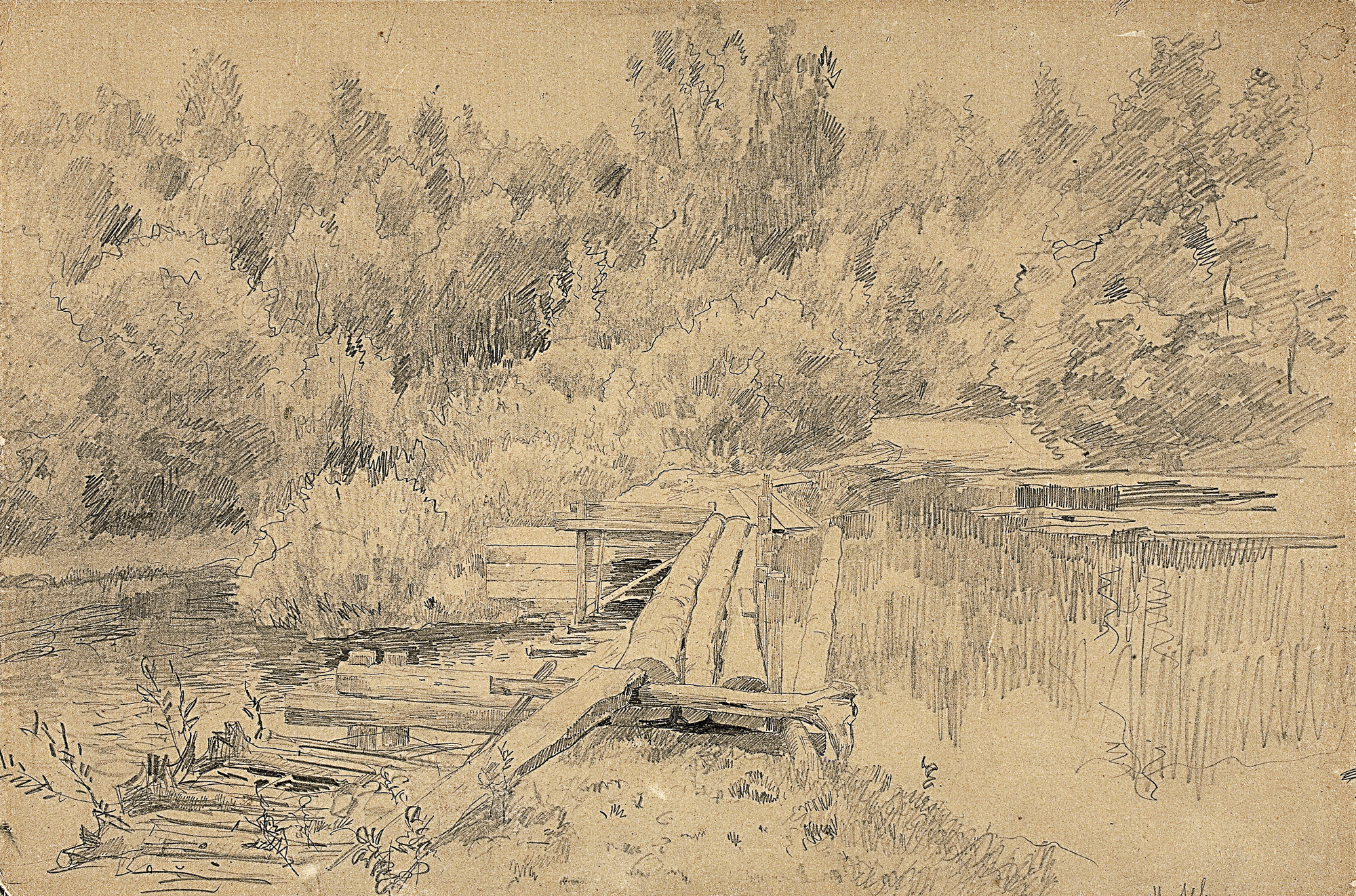
Eaux profondes (esquisse, 1891, carton, crayon, galerie Tretiakov).
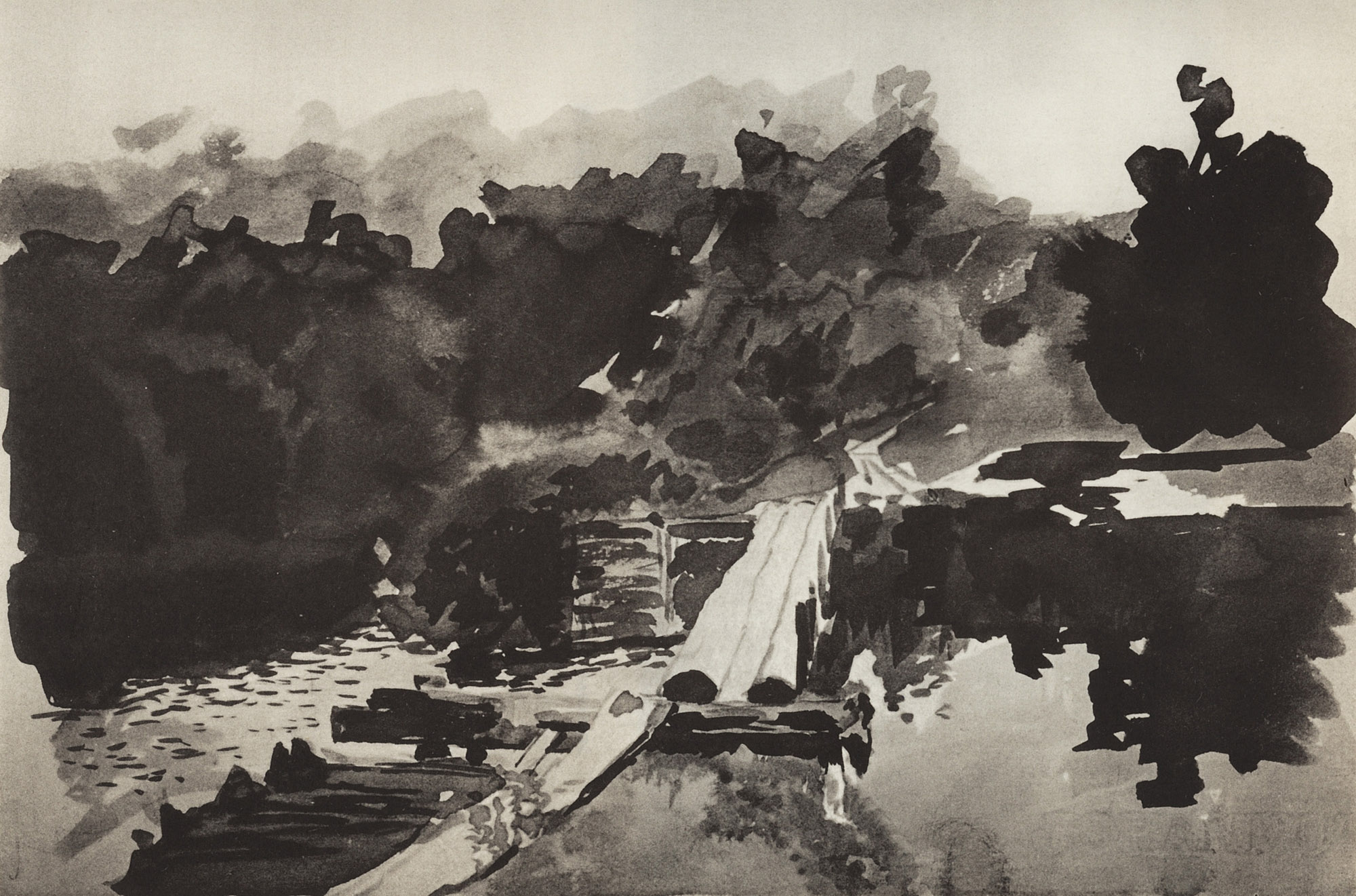
Eaux profondes (esquisses, 1891, papier, aquarelle, encre de Chine, sépia, collection particulière).
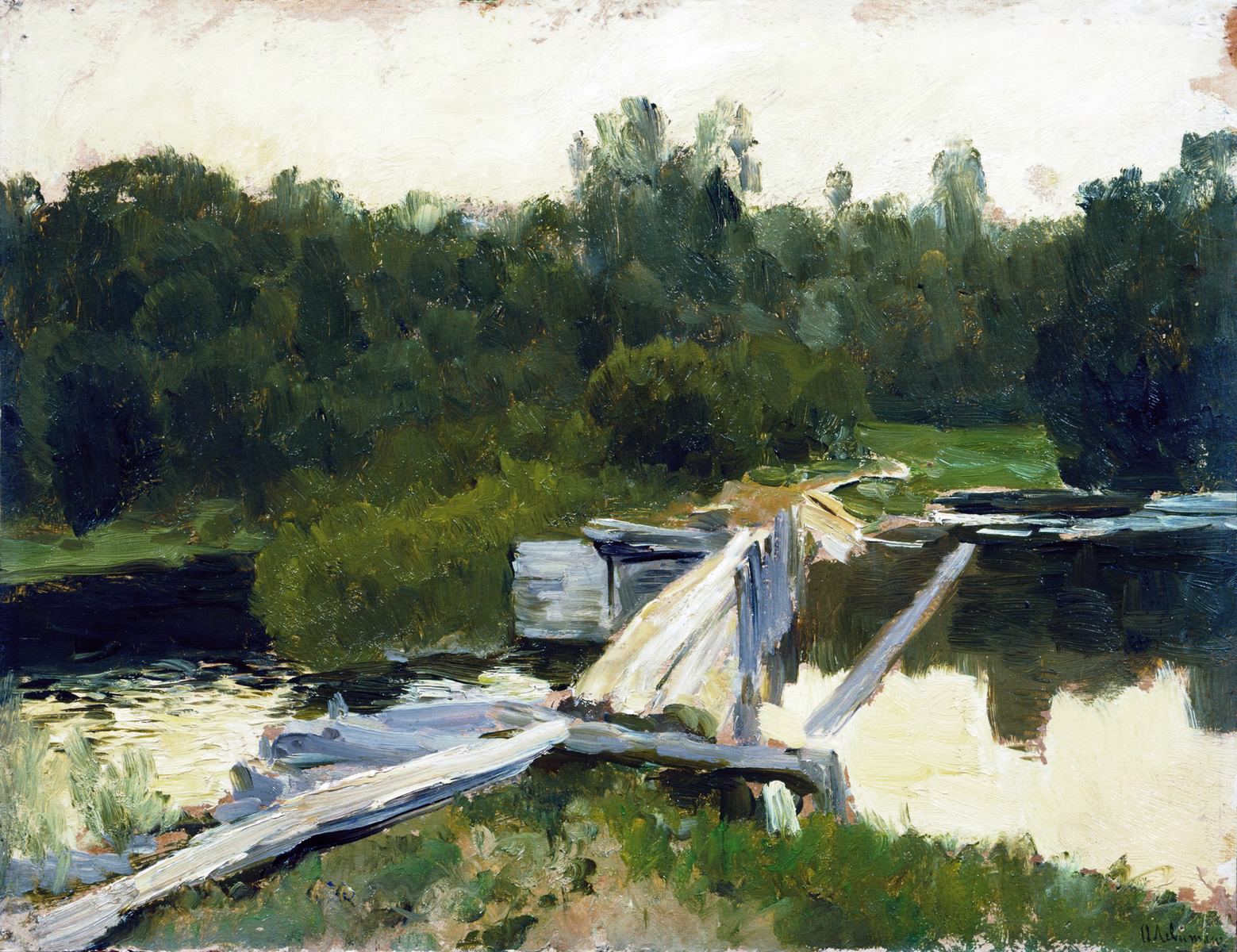
Eaux profondes (étude, 1891, carton, huile, galerie Tretiakov).
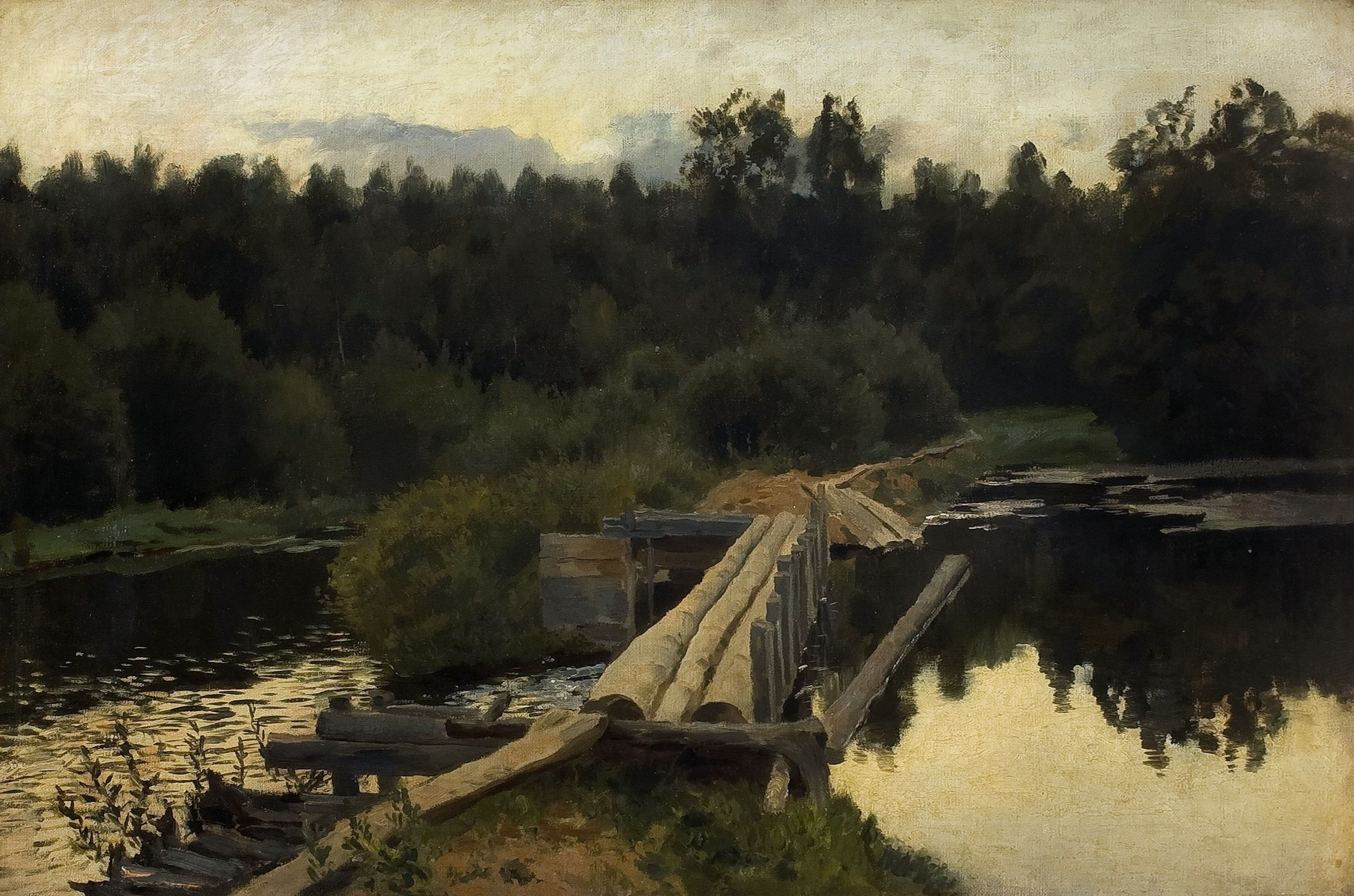
Eaux profondes (étude, 1891, huile, toile, collection particulière).

## Appréciations et critique
Présenté lors de la 20e exposition des « Ambulants », le tableau a immédiatement attiré l'attention. Le peintre paysagiste Alexandre Kisseliov, dans une lettre au peintre Grigori Iartsev, écrit : « Lévitan est tout simplement un miracle de puissance dans son Eaux profondes. La presse de Moscou et de Saint-Pétersbourg abonde d'articles à son sujet. Dans l'ensemble, les avis sont nettement moins positifs que ce qu'ils étaient un an plus tôt pour la 19e exposition pour le Monastère silencieux. Le ton des commentaires est plus retenu, et on en rencontre même certains articles tout à fait négatifs,.
Le peintre Mikhaïl Nesterov décrit ainsi ses impressions en 1892 : « une grande toile avec un cadre de quatre archines » : « L'impression est énorme. Un sentiment d'angoisse saisit le spectateur et le maintient dans un d'état d'excitation. Depuis l'époque d'Arkhip Kouïndji rien de pareil n'était sorti en paysages ». Plus tard dans son livre « Les jours anciens » Nesterov se souvient comme il aimait ce tableau : « comme quelque chose de vécu par l'auteur, et auquel il a donné forme réelle par ce paysage dramatique ».
Ilia Répine n'est pas du même avis, qui écrit à Pavel Tretiakov, qu'il n'aime pas ce tableau de Levitan et que celui-ci n'est pas fait pour une telle dimension, Peut-être est-ce sous l'influence de Répine, que Tretiakov demande à Levitan de modifier la surface de l'eau dans le tableau.
L'historien d'art Alekseï Fiodorov-Davydov considérait la toile de Levitan comme « la première tentative pour créer une image nationale russe dans le genre paysager ». Levitan a en effet tenté de représenter la nature associée au contenu émotionnel que l'on trouve dans les contes et légendes populaires, dans l'esprit des tableaux de Victor Vasnetsov. Fiodorov-Davydov écrit encore :
« La toile Eaux profondes est un travail important et significatif. C'est sans doute un des tableaux les plus intéressants des " Ambulants". Mais il est important et intéressant pour la recherche personnelle de Levitan. » 
En même temps, Fiodorov-Davydov remarque que cette toile « n'est pas non plus un succès indiscutable » et « ne peut être classée parmi les meilleurs œuvres de son auteur, parce qu'elle n'a pas ce souffle organique exceptionnel provenant de la poésie liée à la substance de ses plus beaux tableaux ».
Selon l'historien d'art Valdimir Petrov, Eaux profondes est devenu le premier tableau d'une longue série dans lesquels Levitan apparaît comme un « dramaturge du paysage russe ». Il convient avec Nesterov que la tonalité du tableau reflète le drame intérieur de la vie de l'artiste.